# Marcelo Kohen
Marcelo Gustavo Kohen (nacido el 11 de agosto de 1957 en Rosario, Santa Fe) es un abogado argentino y profesor titular de derecho internacional en el Instituto Universitario de Altos Estudios Internacionales de Ginebra. Kohen se especializa en las áreas de la teoría del derecho internacional, las disputas territoriales y fronterizas, la adjudicación internacional y la solución pacífica de controversias internacionales.
Desde 2015, Kohen es el Secretario General del Instituto de Derecho Internacional, una de las organizaciones más antiguas dedicadas al estudio y el desarrollo del derecho internacional, galardonada con el Premio Nobel de la Paz en 1904. Kohen es el primer no europeo en más de un siglo de historia en ocupar ese cargo.
Kohen ha trabajado además como abogado de varios estados ante la Corte Internacional de Justicia y el Tribunal Internacional del Derecho del Mar. Ha sido árbitro designado por los estados en al menos catorce casos internacionales, incluyendo en el Centro Internacional de Arreglo de Diferencias Relativas a Inversiones (CIADI) y la CNUDMI.

## Educación
Kohen obtuvo su título de abogado en la Universidad Nacional de Rosario en 1983. Obtuvo el diploma académico de la Academia de Derecho Internacional de La Haya en 1990. Obtuvo su doctorado en Derecho Internacional (summa cum laude) de la Universidad de Ginebra (Instituto Universitario de Altos Estudios Internacionales) en 1995, supervisado por el jurista egipcio y juez internacional Georges Abi-Saab.

## Carrera
Kohen ha sido profesor titular de derecho internacional en el Instituto Universitario de Altos Estudios Internacionales en Ginebra desde 2002 y miembro del cuerpo docente desde 1995. Comenzó su carrera académica en 1986, cuando, poco después de graduarse, se convirtió en miembro del cuerpo docente de la Universidad Nacional de Rosario. Es uno de los cofundadores del LL.M. de Ginebra en Solución de Controversias Internacionales (MIDS), donde ha enseñado el procedimiento de la Corte Internacional de Justicia (CIJ) desde hace quince años.
Es autor de numerosas publicaciones en inglés, francés y español. Su obra Possession contestée et souveraineté territoriale (Presses universitaires de France, 1997) fue galardonada con el Premio Paul Guggenheim en 1997.
Kohen ha sido elegido dos veces Secretario General del Institut de Droit International (2015 y 2021). Kohen también es el fundador de la Sociedad Latinoamericana de Derecho Internacional y fue designado como su primer director general. Se ha desempeñado también como relator de la International Law Association, el Consejo de Europa y el Institut.
Ha representado a diferentes estados en al menos doce ocasiones ante la CIJ; incluyendo a Argentina en el Conflicto entre Argentina y Uruguay por plantas de celulosa y en la opinión consultiva sobre las consecuencias jurídicas de la separación del archipiélago de Chagos de Mauricio en 1965, a Colombia en el caso "Controversia Territorial y Marítima (Nicaragua Vs. Colombia)", a Costa Rica en la "Controversia sobre Derechos de Navegación y Derechos Conexos (Costa Rica c. Nicaragua)" y a Serbia en la opinión consultiva sobre la declaración de independencia de Kosovo. También ha representado a estados en otros tribunales internacionales, incluido el Tribunal Internacional del Derecho del Mar, donde representó a Argentina en el Caso “ARA Libertad (Argentina v. Ghana)". Ha sido árbitro designado por estados de cuatro continentes y tradiciones y regímenes muy diferentes en al menos 14 casos internacionales, incluyendo en el Centro Internacional de Arreglo de Diferencias Relativas a Inversiones y la CNUDMI.
Kohen es citado a menudo en medios de comunicación en inglés, francés y español por su experiencia en asuntos sobre personalidad internacional, secesión y solución pacífica de controversias internacionales.

## Secretario General del Instituto de Derecho Internacional
Marcelo Kohen fue elegido Secretario General del Instituto de Derecho Internacional en 2015, en la 77.ª sesión realizada en Tallin (Estonia). El Instituto es una de las organizaciones más antiguas dedicadas al estudio y desarrollo del derecho internacional. Fue galardonado con el Premio Nobel de la Paz en 1904. Kohen es el primer no europeo en más de un siglo de historia en ocupar ese cargo.
Kohen representó al Instituto en la Cumbre Mundial de Premios Nobel de la Paz 2019 en Mérida, México. En ese marco, sostuvo que "el derecho es el arma de los débiles en la relación con los poderosos" y destacó que "la fuerza no da derechos".
Fue reelegido como Secretario General en el año 2021.

## Publicaciones (selección)
Kohen es autor y editor de catorce libros, y más de cien artículos y capítulos de libros sobre diferentes temas de derecho internacional en inglés, francés y español. Algunas de sus publicaciones más destacadas son las siguientes: 
- Marcelo G. Kohen y Christian Tomuschat, Flexibility in International Dispute Settlement (Brill, 2020).
- Marcelo G. Kohen y Patrick Dumberry, The Institute of International Law's Resolution on State Succession and State Responsibility (Cambridge University Press, 2019).[32]
- Marcelo G. Kohen y Mamadou Hébié, Research Handbook on Territorial Disputes in International Law (EE Elgar, 2018).[33]
- Marcelo G. Kohen, Secession: international law perspectives (Cambridge University Press, 2006).
- Marcelo G. Kohen, Possession contestée et souveraineté territoriale (Presses universitaires de France, 1997).
- Marcelo G. Kohen, La contribución de América Latina al desarrollo progresivo del Derecho Internacional en materia territorial (Servicio de Publicaciones de la Universidad de Navarra, 2001).

## Conferencias (selección)
- 'La práctica y la teoría de las fuentes del Derecho Internacional' en la serie de conferencias de la Biblioteca Audiovisual de Derecho Internacional de las Naciones Unidas.
- 'La relation titres-effectivités dans le contentieux territorial' en la serie de conferencias de la Biblioteca Audiovisual de Derecho Internacional de las Naciones Unidas.
- 'Uti Possidetis and Maritime Delimitations' en la serie de conferencias de la Biblioteca Audiovisual de Derecho Internacional de las Naciones Unidas.

## Enlaces web
- Trabajos por o sobre Marcelo Kohen en bibliotecas (catálogo WorldCat) (en inglés)

- Datos: Q15078886